# Thierry Marichal
Thierry Marichal (Leuze-en-Hainaut, 13 de junho de 1973) é um exciclista belga. Passou a profissional em 1996 e pôs fim a sua corrida desportiva no ano 2007.
Actualmente actua como director desportivo da equipa profissional Cofidis, Solutions Crédits.

## Palmarés
- 1997
- Tour de Valônia

- 1999
  - 1 etapa do Tour de l'Oise
- Le Samyn
  - 3.º no Campeonato da Bélgica Contrarrelógio

- 2000
  - 1 etapa do Circuito Franco-Belga
  - 1 etapa da Volta à Baviera

- 2005
- Duo Normando (fazendo casal com Sylvain Chavanel)

## Resultados em Grandes Voltas e Campeonatos do Mundo
Durante sua corrida desportiva conseguiu os seguintes postos nas Grandes Voltas e nos Campeonatos do Mundo em estrada:
| Corrida            | Corrida            | 1995 | 1996 | 1997 | 1998 | 1999  | 2000  | 2001 | 2002  | 2003 | 2004  | 2005  | 2006 | 2007 |
| ------------------ | ------------------ | ---- | ---- | ---- | ---- | ----- | ----- | ---- | ----- | ---- | ----- | ----- | ---- | ---- |
|                    | Giro d'Italia      | —    | —    | —    | —    | —     | —     | —    | 97.º  | Ab.  | —     | 125.º | Ab.  | —    |
|                    | Tour de France     | —    | —    | —    | —    | 128.º | 101.º | —    | 126.º | —    | 101.º | 127.º | —    | —    |
|                    | Volta a Espanha    | —    | —    | —    | 86.º | —     | —     | —    | —     | —    | —     | —     | 45.º | —    |
| Mundial em Estrada | Mundial em Estrada | —    | —    | —    | —    | —     | 100.º | —    | —     | —    | —     | —     | Ab.  | —    |

Exp: expulsado pela organização

—: não participa

Ab.: abandono